# Ràtio preu-benefici creixement
La ràtio preu/beneficis a creixement o ràtio PEG, en anglès price/earnings to growth ratio) és una mètrica de valoració per determinar la compensació relativa entre el preu d'una acció, els guanys generats per acció (beneficis per acció o BPA, o en anglès, earnings per share o EPS) i el creixement esperat de l'empresa.
En general, la ràtio P/E és més alta per a una empresa amb una taxa de creixement més alta. Per tant, utilitzar només la ràtio P/E faria que les empreses d'alt creixement semblin sobrevalorades en relació amb les altres. Se suposa que dividint la ràtio P/E per la taxa de creixement dels guanys, la ràtio resultant és millor per comparar empreses amb diferents taxes de creixement.
Es considera que la relació PEG és una aproximació. Va ser desenvolupat originalment per Mario Farina, qui va escriure sobre això al seu llibre de 1969, A Beginner's Guide To Successful Investing In The Stock Market. Més tard va ser popularitzat per Peter Lynch, que va escriure al seu llibre de 1989 One Up on Wall Street que "La relació P/E de qualsevol empresa que tingui un preu just igualarà la seva taxa de creixement", és a dir, una empresa ben valorada tindrà el seu PEG igual a 1. La fórmula es pot recolzar teòricament fent referència al mètode de la suma de perpetuitats.

## Fórmula bàsica
{\displaystyle {\mbox{PEG Ràtio}}\,=\,{\frac {\mbox{Preu/Beneficis}}{\mbox{Creixement Beneficis per Acció Anuals}}}}
La taxa de creixement s'expressa com a valor percentual i només hauria d'utilitzar el creixement real per corregir la inflació. Per exemple, si una empresa creix un 30% a l'any, en termes reals, i té un P/E de 30, tindria un PEG d'1. Una proporció més baixa és "millor" (més barata) i una proporció més alta és "pitjor" (car). La ràtio P/E utilitzada en el càlcul es pot projectar o seguir, i la taxa de creixement anual pot ser la taxa de creixement esperada per a l'any següent o els cinc anys següents.

## Com a indicador
PEG és un indicador àmpliament utilitzat del possible valor real d'una acció. De manera similar a les ràtios de PE, un PEG més baix significa que l'acció està més infravalorada. Molts l'afavoreixen per sobre de la relació preu / guanys (PE) perquè també explica el creixement.
De vegades es diu que la relació PEG d'1 representa una compensació justa entre els valors de cost i els valors de creixement, cosa que indica que un valor es valora raonablement donat el creixement esperat. Una anàlisi crua suggereix que les empreses amb valors PEG entre 0 i 1 poden oferir rendiments més alts.
Una ràtio PEG també pot ser un nombre negatiu si la xifra d'ingressos actual d'una acció és negativa (guanys negatius) o si s'espera que els guanys futurs baixin (creixement negatiu). Les ràtios PEG calculades a partir dels guanys actuals negatius es veuen amb escepticisme gairebé sense sentit, a part d'una indicació d'un alt risc d'inversió.

## Crítica
La ràtio PEG s'utilitza habitualment i la proporcionen nombroses fonts d'informació financera i de valors. Malgrat el seu ampli ús, la relació PEG és només una regla general aproximada. Les crítiques a la ràtio PEG inclouen que es tracta d'una ràtio simplificada que no pot relacionar de manera útil la ràtio preu / guanys amb el creixement perquè no té en compte la rendibilitat sobre el patrimoni net (ROE) o el factor de rendibilitat requerit (T).
Quan el PEG es cita en fonts públiques, fa una gran diferència si els guanys utilitzats per calcular el PEG són el BPA de l'any passat, el BPA estimat de l'any futur o fins i tot les estimacions especulatives de creixement dels analistes seleccionats durant els propers cinc anys. Es considera preferible l'ús de la taxa de creixement esperada per a l'any vinent com la més fiable de les estimacions de futur. Tanmateix, quina taxa de creixement es va seleccionar per calcular una relació PEG publicada particular pot no ser clara o pot requerir una lectura atenta de les notes al peu de la figura donada.
La validesa de la ràtio PEG és especialment qüestionable quan s'utilitza per comparar empreses que esperen un creixement elevat amb les que esperen un creixement baix, o per comparar empreses amb un P/E elevat amb aquelles amb un P/E baix. És més apte per ser considerat quan es comparen les anomenades empreses de creixement (aquelles que creixen els guanys significativament més ràpid que el mercat).
S'espera que les xifres de la taxa de creixement provinguin d'una font imparcial. Pot ser d'un analista, la feina del qual és ser objectiu, o de l'anàlisi del mateix inversor. La gestió no és imparcial i se suposa que les seves declaracions tenen una mica d'engreix, passant d'una mica optimistes a completament inverosímils. Això no sempre és cert, ja que alguns directius tendeixen a predir resultats modestos només perquè les coses surtin millor del que s'afirma. Un inversor prudent hauria d'investigar per si mateix si les estimacions són raonables i què s'ha d'utilitzar per comparar el preu de les accions.
Els càlculs PEG basats en estimacions de creixement a cinc anys estan especialment subjectes a projeccions de creixement excessivament optimistes per part dels analistes, que de mitjana no s'aconsegueixen, i a descomptar el risc de pèrdua directa del capital invertit.

### Avantatges
Els inversors poden preferir la ràtio PEG perquè posa explícitament un valor al creixement esperat dels guanys d'una empresa. La ràtio PEG pot oferir un suggeriment de si l'alta ràtio P/E d'una empresa reflecteix un preu de les accions excessivament alt o és un reflex de perspectives de creixement prometedores per a l'empresa.

### Desavantatges
La ràtio PEG és menys adequada per mesurar empreses sense un creixement elevat. Les empreses grans i ben establertes, per exemple, poden oferir ingressos de dividends fiables, però poques oportunitats de creixement.
La taxa de creixement d'una empresa és una estimació. Està subjecte a les limitacions de projectar esdeveniments futurs. El creixement futur d'una empresa pot canviar a causa de diversos factors: condicions del mercat, revés de l'expansió i bombo dels inversors. A més, la convenció que "PEG=1" és adequada és una mica arbitrària i es considera una mètrica de regla general.
La simplicitat i conveniència de calcular PEG deixa de banda diverses variables importants. En primer lloc, la taxa de creixement de l'empresa absoluta que s'utilitza al PEG no té en compte la taxa de creixement global de l'economia i, per tant, un inversor ha de comparar el PEG d'una acció amb el PEG mitjà de la seva indústria i de tota l'economia per obtenir una idea precisa de la competitivitat. una acció és per a inversió. Un PEG baix (atractiu) en èpoques d'alt creixement a tota l'economia pot no ser especialment impressionant en comparació amb altres accions, i viceversa per a PEG alt en períodes de creixement lent o recessió.
A més, les taxes de creixement de l'empresa que són molt superiors a la taxa de creixement de l'economia són inestables i vulnerables a qualsevol problema que l'empresa pugui enfrontar que li impedeixi mantenir el seu ritme actual. Per tant, una existència de PEG més alta amb una taxa de creixement constant i sostenible (en comparació amb el creixement de l'economia) sovint pot ser una inversió més atractiva que una existència de PEG baix que pot passar que només estigui en una "ratxa" de creixement a curt termini. Una taxa de creixement sostinguda superior a l'economia al llarg dels anys sol indicar una empresa altament rendible, però també pot indicar una estafa, sobretot si el creixement és un percentatge pla, sense importar com fluctuï la resta de l'economia (com va ser el cas de diversos anys per retorns en l'esquema Ponzi de Bernie Madoff).
Finalment, tampoc es corregeix la volatilitat de les accions altament especulatives i arriscades, que tenen ràtios preu/beneficis baixos a causa del seu preu molt baix, tampoc es corregeix en els càlculs de PEG. Aquestes accions poden tenir un PEG baix a causa d'una ràtio PE a curt termini (~1 any) molt baixa (per exemple, una taxa de creixement del 100% d'1 $ a 2 $ per acció) que no indica cap garantia de mantenir el creixement futur o fins i tot la solvència.